# Marguerite Élie Guadet

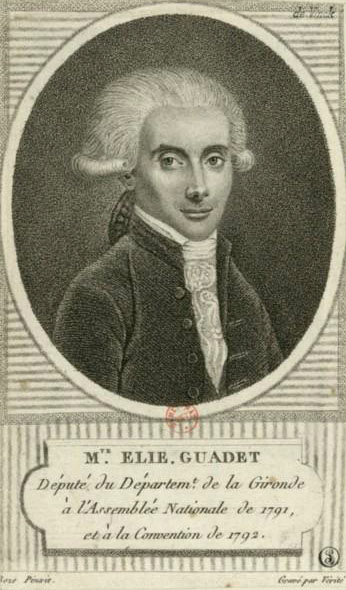
Élie Guadet

Marguerite Élie Guadet (* 20. Juli 1758 in Saint-Émilion, Département Gironde; † 19. Juni 1794 in Bordeaux) war ein französischer Revolutionsführer.

## Leben
Guadet lebte beim Ausbruch der Revolution als Advokat in Bordeaux und wurde 1791 in die gesetzgebende Versammlung gewählt. Hier schloss er sich den Girondisten an und erregte bald durch sein feuriges Rednertalent Aufsehen. Er war beteiligt an allen Angriffen, die während des Mai und Juni 1792 auf die royalistischen Kräfte gemacht wurden. Bei den Wahlen zum Konvent im August wurde Guadet erneut gewählt und begann nun mit seinen Parteifreunden den Kampf gegen Robespierre. Im Prozess gegen den König stimmte er für dessen Tod, war jedoch für einen Aufschub der Hinrichtung. Zuvor war er am 4. Januar in den Allgemeinen Verteidigungsausschuss berufen worden.
Nachdem Guadet im März 1793 die Angebote Dantons zu einem Bündnis zurückgewiesen hatte, musste er sich selbst mit seiner Partei gegen die Revolutionskräfte verteidigen. Bereits am 15. April forderten 25 Sektionen der Bürgerschaft die Ausstoßung Guadets sowie 21 weiterer Deputierter.
Nach dem Sturz der Girondisten floh Guadet ins Departement Calvados und von dort aus nach Saint-Émilion, wo er am 15. Juni ergriffen wurde. Bereits am 19. Juni wurde er unter der Guillotine in Bordeaux enthauptet.